# TV-Byen
TV-Byen er Danmarks Radios tidligere hovedsæde, som blev bygget i 1960'erne i Mørkhøj i Gladsaxe Kommune. Den fik hurtigt kælenavnet Gyngemosen, efter det nærliggende naturområde Gyngemosen. TV-Byen blev tegnet af arkitekt Mogens Boertmann hos Vilhelm Lauritzens Tegnestue A/S, som vandt 1. præmie i en konkurrence i 1959.

## Historie
De første studier blev taget i anvendelse allerede i 1963. Kong Frederik foretog indvielsen af første etape bestående af bl.a. blokken med de tre store studier i 1965. Anden etape med et 14-etagers kontorhus var klar i 1970, og nogle år senere blev byggeriet afsluttet med nyhedshuset.
TV-Byen blev bygget som følge af stor pladsmangel i Radiohuset på Frederiksberg, hvorfra de første danske fjernsynsprogrammer blev sendt. TV-Avisen blev flyttet ud til TV-Byen relativt sent; det skete først den 7. oktober 1983.
DR's administration lå også i TV-Byen, ligesom TV-Byen også rådede over snedkerier, filmstudier, kostumeafdeling, værksteder til sendevogne og andre nødvendige faciliteter. Desuden foregik en del radioproduktion også i TV-Byen.
DR flyttede i løbet af 2006 og 2007 de fleste af sine københavnske aktiviteter til DR Byen i Ørestad-området på Amager, nærmere bestemt ved Metro-stationen DR Byen. Tilbage på området var fire studier, som DR lejede af Sjælsø Gruppen i 10 år.[kilde mangler]

## Området Gyngemosepark
I forbindelse med fraflytningen er bygningerne solgt til Sjælsø Gruppen, der har omdannet området til bolig- og erhvervsejendomme. I januar 2009 åbnedes tre supermarkeder på stedet, en Irma, en Fakta og en REMA 1000, i den bygning som tidligere blev kaldt dekorationsbygningen. Den 7. september 2009 flyttede revisions- og rådgivningsfirmaet Ernst & Young ind i DRs tidligere hovedbygning efter en omfattende renovering.
Området kendes i øvrigt for sin bestand af især arten spidssnudet frø, der dog blev kraftigt reduceret efter byggearbejdet gik i gang. I 2008 blev områdets bestand af den af EU strengt beskyttede art betegnet som kritisk, og eksperter kunne ikke længere garantere bestandens overlevelse i området.

## Gyngemose Parkvej 50
Bygningen Gyngemose Parkvej 50, tidligere kaldt TV Byens højhus og EY-Tower, er et kontorhøjhus beliggende i området Gyngemosepark.
Bygningen er tegnet af Vilhelm Lauritzens Tegnestue, rummer 23.000 etagemeter og stod færdig i 1970. Den er 65 meter høj, fordelt på 18 etager, hvoraf de 14 er indrettet med kontorer.
Indtil 2006 husede bygningen Danmarks Radios administration. Da DR flyttede til DR Byen i Ørestaden, blev bygningen renoveret, og den 7. september 2009 flyttede revisionsfirmaet Ernst & Young ind i bygningen. Den omfattende renovering omfattede bl.a. en tilbygning til foyeren samt konvertering af cellekontorer til åbne kontormiljøer. Ved samme lejlighed blev den tidligere radiorådssal omdannet til et auditorium med 200 pladser. Da EY overtog den danske afdeling af KPMG, flyttede revisionsfirmaet ud af bygningen.
Siden december 2014 har ISS haft sit danske hovedkontor i bygningen samt drevet alle facility services i bygningen, som rummer op til 1000 arbejdspladser.